# 东沟壁画墓
东沟壁画墓，位于中国河北省张家口市东沟村，为张家口市赤城县的一个省级文物保护单位，类型为古墓葬，公布时间为1993年7月15日。
东沟壁画墓的历史年代为辽代。